# Мішель Шокед
Мішель Шокед (справжнє ім'я Карен Мішель Джонстон,народилась 24 лютого 1962 року в Далласі) — американська співачка фолк-, кантрі — блюзу та рок- музики. Ця активістка-виконавиця і авторка пісень вела мандрівне життя в Сполучених Штатах та Європі протягом 1980-х років. Її дебютний альбом 1986 року The Texas Campfire Tapes розійшовся тиражем у 20 000 копій у Великобританії, але це був другий, Short Sharp Shocked 1988 року, який приніс їй міжнародний успіх. Дві найвідоміших пісні з цього альбому — Коли я виросту (When I grow up) і Анкоридж (Anchorage).
17 березня 2013 року, після грубих гомофобних висловлювань[джерело?] її виганяють з Yoshi, нічного клубу в Сан-Франциско, де вона дала концерт. Багато глядачів покинули зал, керівництво клубу вирішило швидко завершити шоу. Через зауваження 10 з 11 дати її туру були скасовані. З тих пір вона безуспішно намагалася вибачитися, стверджуючи, що її коментарі були неправильно інтерпретовані

## Дискографія
- 1986 рік: The Texas Campfire Tapes
- 1988 рік: Короткий Різкий Шок
- 1989 рік: Капітан Свінг
- 1990 рік: Наживо
- 1992 рік: Arkansas Traveler — з Тоні Левіним
- 1994 рік: Добросердечна жінка
- 1996 рік: Художники роблять паршивих рабів — з Фіачна О'Браонайн
- 1998 рік: Хороші новини
- 2001 рік: Глибокий природний
- 2001 рік: Dub Natural
- 2005 рік: Не питай, не кажи
- 2005 рік: Мексиканське протистояння
- 2005 рік: Немає умов
- 2007 рік: ToHeavenURide
- 2009 рік: Душа моєї душі